# 鵜殿港
鵜殿港（うどのこう）は、三重県南牟婁郡紀宝町にある地方港湾。港湾管理者は三重県。統計法に基づく港湾調査規則では甲種港湾に分類されている。

## 概要

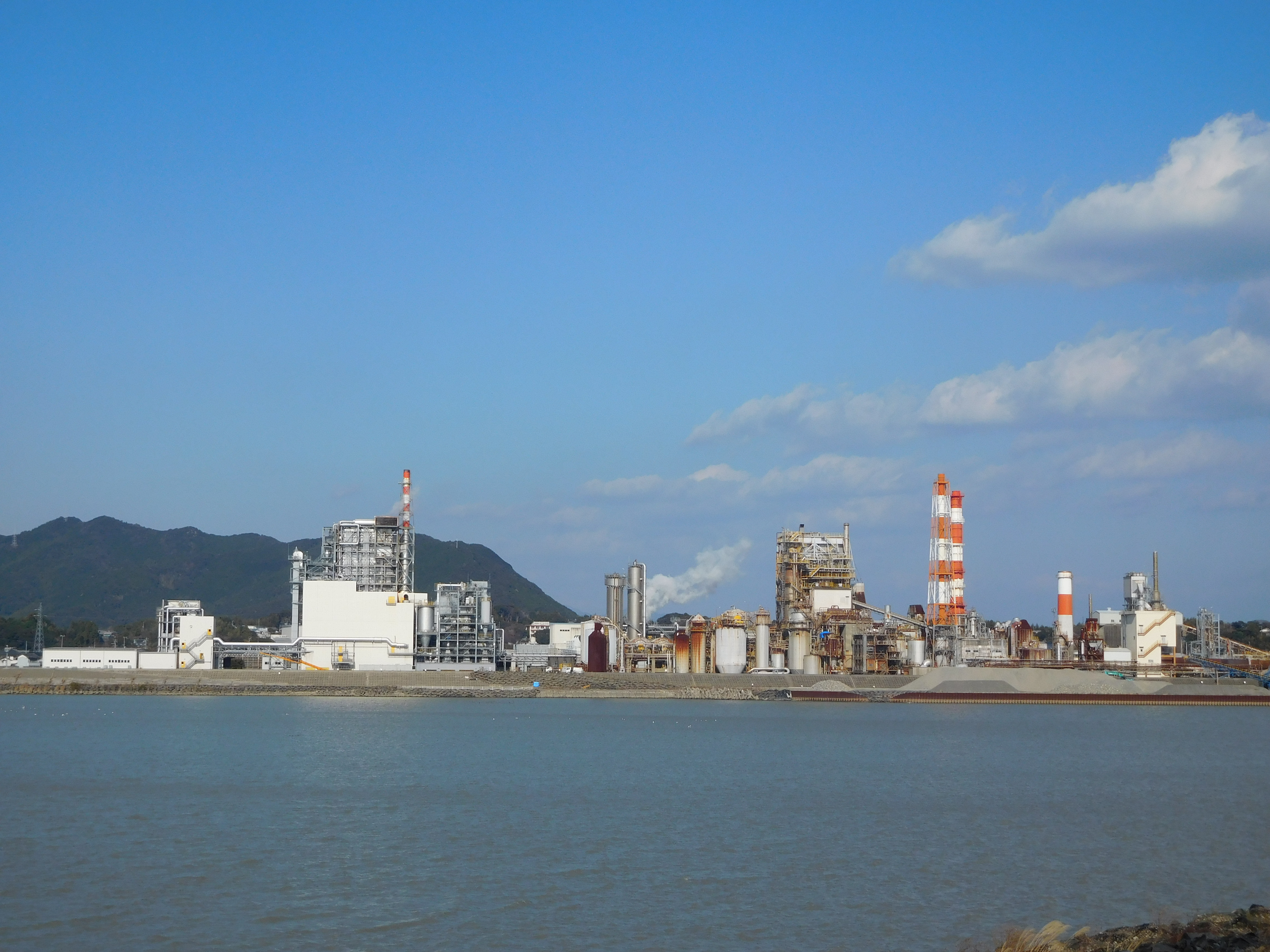
北越コーポレーション紀州工場

紀伊半島の東部、熊野川河口部左岸に位置する港湾で、熊野灘に面している。熊野川の右岸は和歌山県新宮市となるため、三重県最南端の港湾である。かつては、熊野川に面した河口港であったが、水害により繰り返し被災したため、1970年代の改修で港口部が海側に変更された。
古くは熊野水軍の本拠地として栄え、江戸時代の文化年間には約1.2kmの石堤が築造された。1874年に河口と港の修築工事が行われたが、1889年8月の十津川大水害で全施設が流出した。その後、水面貯木場（59,400m2）の整備が行われ、同1889年に第1期工事、1903年に第2期工事に着手、熊野川流域で産出される木材の積出港として整備された。1903年に運河の開削、1942年から1953年にかけて導流堤（L=820m）が整備されたが、同年9月の昭和28年台風第13号により土砂が流入、1959年9月の伊勢湾台風まで相次いで被災し、港湾の機能は大幅に低下した。
1971年以降、北側に屈曲していた熊野川河口部の流路を直線化、港口部を海側に変更する大規模な改修事業を行い、1977年11月には改修によって生じた造成地（110,000m2）を紀州製紙に譲受、紀州製紙紀州工場（現在の北越コーポレーション紀州工場）の用地となった。1980年2月に荷役設備が完成、以降は製紙工場の原料となる木材チップ、重油、化学薬品の移入、製品となる紙・パルプの移出が貨物取扱の中心品目となっている。
2015年度の発着数は1,294隻（270,489総トン）、うち外国商船12隻（5,988総トン）である。

## 航路
当港を発着する定期航路はない。

## 港湾施設
港湾区域は、熊野大橋右岸起算の第7橋脚中心部から119度10分2,000メートルの地点まで引いた線、同地点から96度10分1,100メートルの地点まで引いた線、鵜殿村梶ヶ鼻から90度1,000メートルの地点まで引いた線、同地点とさきの地点を結んだ線及び陸岸により囲まれた海面並びに上記の線により囲まれた新宮川河川水面、と指定されており、北越紀州製紙紀州工場が立地する南側の川原地区と小型船船溜まりがある北側の平島地区に分かれている。
紀勢本線鵜殿駅が隣接しており、製紙工場へは専用線が通じており、2013年3月16日のダイヤ改正まで貨物列車が発着していたが、船舶輸送への切り替えにより運行終了、その後撤去された。
- -5.5m岸壁（L=450.0m）
- -2.0m物揚場（L=200.0m）
- -3.0m物揚場（L=205.0m）